# Travels through Spain in the years 1775 and 1776
Travels through Spain in the years 1775 and 1776 va ser un llibre de viatges de Henry Swinburne, publicat en 1779.

## Descripció
La seva primera edició data de 1779 i va ser publicada a Londres per P. Elmsly. Narra els viatges de Henry Swinburne, en la companyia de Thomas Gascoigne, per Espanya, duts a terme entre 1775 i 1776. Va entrar al país per La Jonquera i va sortir per Hendaia, allargant-se el seu sojorn al voltant de vuit mesos. L'autor va incloure diverses referències a El Quixot. Inscrit en la tendència de la denominada «lleyenda negra», Swinburne idealitza l'etapa de domini musulmà en la península, contrastant-la amb la situació de la seva època, en la qual exagera l'endarreriment del país. Amb crítiques i queixes contínues relacionades amb les carreteres i les posades, traça un panorama «ombrívol» d'Espanya. L'edició de 1787 va incloure una part dedicada a un itinerari entre les ciutats franceses de Baiona i Marsella.